# Твоя зоря (роман)
«Твоя зоря» — соціально-філософський роман Олеся Гончара, що був виданий 1980 року. В останньому дев'ятому романі письменника порушено низку актуальних для його епохи питань: гуманістичні ідеали, жахіття колективізації та війни, сутність мистецтва, екологічні проблеми тощо.
Головний герой роману — дипломат Кирило Заболотний. Його спогади під час руху американською автомагістраллю є композиційною основою роману.

## Синопсис
Про життєві дороги людські, про народні духовні джерела, що живлять нас від дитинства і до сивих літ, про те світле й наснажливе почуття, що звемо його любов'ю до Батьківщини, йдеться в новому романі видатного українського радянського письменника, Героя Соціалістичної Праці Олеся Гончара.
В центрі твору — образ нашого сучасника, патріота й інтернаціоналіста, людини з високорозвинутим почуттям гідності й честі.

## Видання
Роман «Твоя зоря» був виданий у 1980 році в Києві у видавництві Радянський письменник.

## Нагороди
- 1982: Державна премія СРСР